# Armando de Arruda Pereira
Armando de Arruda Pereira (São Paulo, 28 de septiembre de 1889 - São Paulo, 18 de marzo de 1955) fue un ingeniero y político brasileño. Ocupó la alcaldía de la ciudad de São Paulo entre 1951 y 1953. 
Se graduó en ciencias aplicadas en 1910 en la Universidad de Nueva York. Como ingeniero mecánico ocupó cargos en diversas compañías. Fue miembro de la Comisión de Planeamiento Económico del Consejo Técnico de Economía y Finanzas del Ministerio de Hacienda; director-secretario de la Asociación Comercial de São Paulo y director del Instituto de Ingeniería de São Paulo.
Ejerció funciones de concejal de la Cámara Municipal de São Bernardo do Campo y alcalde Santo André. Fue nombrado alcalde de São Paulo durante el periodo 1 de enero de 1951 al 7 de abril de 1953. Inició su carrera como director general de la Compañía Cerámica São Caetano en la ciudad de São Caetano do Sul, donde inicio la campaña por la autonomía de ese municipio.
Fue, entre julio de 1940 y junio de 1941, el presidente del Rotary International.